# Earias ferruginosa
Earias ferruginosa är en fjärilsart som beskrevs av Turati 1931. Earias ferruginosa ingår i släktet Earias och familjen trågspinnare. Inga underarter finns listade i Catalogue of Life.